# Codex Mosquensis II
De Codex Mosquensis II (Gregory-Aland no. V of 031, von Soden ε 75) is een van de Bijbelse handschriften. Het dateert uit de 9e eeuw en is geschreven met hoofdletters (uncialen) op perkament. De gehele Codex Mosquensis II bestaat uit 291 bladen (15,7 x 11,5 cm). De tekst is geschreven in een kolom van 28 regels per pagina.

## Beschrijving
Het bevat de tekst van de vier Evangeliën met enkele lacunes (Mat 5:44–6:12; 9:18–10:1; 22:44–23:35; Joh 21:10–einde).
Het bevat het Epistula ad Carpianum, de sectienummers van Ammonius en de canons van Eusebius, inhoudstafels van de κεφάλαια (hoofdstukken), en merktekens voor het gebruik als lectionarium.
De Codex Mosquensis II geeft de Byzantijnse tekst weer. Kurt Aland plaatste de codex in Categorie V.

## Geschiedenis
Het codex was vroeger in de Vatopedi klooster op de berg Athos en werd opgevolgd in 1655 met vele andere manuscripten in Moskou.
Het werd verzameld en gecollationeerd door Matthaei in 1779.
Het handschrift bevindt zich in de Nationaal Historisch Museum (V. 9, S. 399) in Moskou.